# チェルノブイリ原子力発電所事故
- チョルノービリ原子力発電所事故

チェルノブイリ原子力発電所事故（チェルノブイリげんしりょくはつでんしょじこ、ウクライナ語: Чорнобильська катастрофа、ロシア語: Авария на Чернобыльской АЭС、英: Chernobyl disaster）は、1986年4月26日午前1時23分（モスクワ標準時）に、ソビエト連邦の構成国であるウクライナ・ソビエト社会主義共和国のチェルノブイリ原子力発電所4号炉で起きた原子力事故である。のちに決められた国際原子力事象評価尺度 (INES) では深刻な事故を示すレベル7に分類された。

## 概要
事故当時、チェルノブイリ原子力発電所では4つの原子炉が稼働中で、さらに2つが建設中だった。原子炉はいずれもソ連が独自に開発した黒鉛減速沸騰軽水圧力管型原子炉で、熱出力が320万キロワット (3,200 MW)、電気出力が100万キロワット (1,000 MWe) のRBMK-1000であった。
黒鉛減速沸騰軽水圧力管型原子炉は、重水を使わなくても運用できるが高出力、低出力の時に炉は不安定となる。
1986年4月25日、4号炉は保守点検に向けて原子炉を止める作業中で、この機会を使っていくつかの試験を予定していた。黒鉛制御棒型の炉において、核分裂により生じた中性子を吸収、核の連鎖反応を防ぐのは炉心内を循環する冷却水である。非常時に備え冷却水循環ポンプ用ディーゼル発電機は有るものの、起動してから循環水ポンプが必要な出力になるまでに数十秒を要する。そこで、冷却水用電源ロスからディーゼル発電機の起動〜十分な出力を得るまでに必要な電力を、それまで発電を行っていたタービン発電機の慣性回転による発電で確保する実験を行っている最中だった。
実験は予定よりも大幅に遅れて実施されていたが、翌4月26日午前1時23分、原子炉は暴走し、水蒸気爆発を起こして破壊された。爆発によって4号炉の原子炉建屋は破壊された上、減速材として使用されていた黒鉛が建屋の瓦礫と共に辺りに撒き散らされて30か所以上で火災が発生した。爆発とその後の火災により、14エクサベクレル (EBq) の放射性物質が大気中に放出された。
消防隊の作業の結果、周辺の火災は26日午前6時頃には鎮火したが、原子炉では黒鉛と溶けた燃料が火災を起こしていた。ソ連当局は応急措置として次の作業を実行した。
1. 原子炉を消火し核分裂を抑制するために、砂やホウ素をヘリコプターで4号炉に投下した[20][21]。作業は4月27日から始まり、5月10日までに2200トンを投下した[20][22]。最初に活動したパイロットなど30人は間もなく治療のためキーウへ送られた[23]。
2. 放射線を遮断するため、同様に2000トンまたは2400トンの鉛を投下した[20][24]。
3. 水蒸気爆発を防ぐため、圧力抑制プールから水を排出した。作業は発電所の職員や消防士が行った[23]。一部の溶けた燃料は排水が終わる前に圧力抑制プールへ達したが、水蒸気爆発という規模の現象は起きなかった[25]。
4. 溶けた燃料を冷却するため、原子炉の下に液体窒素を注入した。注入したときにはすでに炉心から燃料が流出していた[26]。

ソビエト社会主義共和国連邦政府の報告書によれば、5月6日までに放射性物質の大規模な流出は終息した。上記の措置がどの程度有効であったのかについては、評価が分かれている。ヘリコプターを使った応急措置の効果については、4月27日から投下開始後、4月30日までは一時的に放射線量が下がった。しかし、その後放射線量が上昇した。そして、爆発時天井のコンクリートは吹き上げられ斜めの状態になっていたため、投下物はほとんど目標に命中せず、むしろ約5000トンという重さによって、原子炉の土台が崩れてしまう危険があることが発覚し、ヘリコプターによる投下は効果が薄かったとみられる。
西側諸国が異常に気付いたのは、事故発生から2日が経過したあとだった。4月28日の朝、スウェーデンのフォルスマルク原子力発電所で、職員の靴から高線量の放射性物質が検出されたことが発覚のきっかけとなった。また、同発電所から200 km離れた別の発電所からも、高線量の放射性物質が検出された。28日中にはスウェーデン政府の在モスクワ大使館の外交官がソ連政府と接触し、ソ連内で原子力事故が発生した事実がないか問い合わせた。当初、ソ連政府はその可能性を否定する回答を行ったが、スウェーデン側から国際原子力機関 (IAEA) に事態を報告する意向を伝えられると、一転してチェルノブイリ原発で事故が発生した事実を認めた。チェルノブイリ原発での事故を報道する第一報はモスクワ放送が、4月28日午後8時に、「チェルノブイリ原子力発電所で事故が起きました。原子炉の一つに損害が生じました。事故の影響を防ぐための措置が取られています。被害者は救援を受けています。政府委員会が設立されました。」という簡潔な内容で、1時間後には英語で同内容の放送を行ったが、その際の放送内容はソ連内の放送内容に加えて、西側でこれまでに起きた原子力事故を一つずつ紹介して報道するなどして、西側の非を鳴らしていた。また、この時の放送では、いつ事故が起きたのかについての説明はなかった。モスクワ放送での一報を受けて、UPI通信社は、2000人が事故で死亡したと報道し、さらにはアメリカのNBCも、国防総省の情報を元として、2000人死亡が確実な情報であると報道した。
放射性物質は風に乗って北半球の全域に拡散した。日本では、5月3日に雨水中から放射性物質が確認された。
発電所に近いプリピャチから住民の避難が始まったのは、事故発生から36時間が過ぎた27日の午後1時50分であった。市当局は、避難時に市民に対して3日分の食料を携帯するよう命令したため、市民は3日程度で帰ってくるものだと考えていた。午後2時から、1100台のバスで、約5万人の住民は避難を開始し、同日午後4時20分には、プリピャチ市は無人となった。それまで住民には事故についての正確な情報が与えられず、約5万人の人々が、飛散した放射性物質による汚染の事実を知らぬまま通常の生活を送っていた。中には、結婚式を執り行っていた新郎新婦もいた。それから1週間後の5月2日には、原発から30 km圏内にあるプリピャチ以外の地域でも避難が開始された。避難した人数は文献により様々で、13万5000人とする文献が多数であるが、この人数についてはソ連当局の発表である点には留意する必要がある。避難命令後も、チェルノブイリ近くの村に残った市民がいた。チェルノブイリ原子力発電所から100 kmほど離れたキエフでは、合計50万人の市民がオデッサやアゼルバイジャン共和国に避難した。
1986年5月6日、モスクワで、チェルノブイリ原子力発電所事故についての記者会見が行われた。西側諸国の記者は、ソ連の体制について非難したものの、ソ連当局はスリーマイル島原子力発電所事故での対応の遅さを引き合いに出して、開き直った。同事故では、上院に報告書を提出したのは、事故後10日が経ってからであったこととIAEAに対しての報告は、2か月も経過してからであった。
破壊された4号炉は、構造物で囲って封じ込めることになった。この構造物は「石棺」と呼ばれ、工事は6月に始まり11月に完了した。石棺の建設や周辺の除染とともに、事故後止まっていた3つの原子炉も復旧に向けて作業を進めた。1号炉は1987年9月29日、2号炉は11月29日、3号炉は1987年12月4日に運転を再開した。建設中だった2つの原子炉は放棄された。
放射性物質による汚染は、現場付近のウクライナだけでなく、隣の白ロシア共和国（現：ベラルーシ共和国）、ロシア共和国（現：ロシア連邦）領内にも拡大した。高放射線の汚染を受けた地域は、ロシア共和国で4つの州、ウクライナでは5つの州、ベラルーシで5つの州となっている。3か国の汚染の被害については、ロシアは汚染面積が最大、ウクライナは高放射線にさらされた人数が最大、ベラルーシは国土と人口に対する被災地の面積と被災者数の割合が最大となっている。1991年のソ連崩壊以後は、事故に対しての責任は、各共和国で負うこととなった。事故直後に算定された被害総額は20億ルーブル（当時の日本円で4600〜4700億円）に及ぶ。

## 原因
事故が発生したのは、タービン発電機の慣性回転を利用して所内用電源を確保する実験を行っている最中だった。RBMKでは、外部電源を喪失した場合、非常用発電機の起動から、循環水ポンプが必要な電力が得られるまで、60 - 75秒を要するため、その間の不足するポンプ用電力のギャップを何らかの方法で埋め、炉心の冷却を維持する必要があった。実験は事故以前にも3回、同様のシナリオでテストが行われ、いずれも非常用電源立ち上げまでのギャップ埋めは成功せず、また、いくつかのテストでは非常用炉心冷却装置（ECCS）を無効化している。4号炉は、ECCSの作動時には慣性発電を利用する設計になっていたが、この機能を試験せずに1983年12月に発電を開始した。
この爆発事故においては、
- 制御棒など根本的設計の欠陥[52][53]。
- 運転員への教育が不十分であった[54][53]。
- 試験準備の一環として、出力の低下から開始したが、出力低下開始直前に、引き続き電力供給の要請があり、試験開始が大幅に遅くなった[55][56]。

この遅れにより試験担当するグループが、昼のチームから、夕番〜夜番へと変わってしまった。特に夜番のチームは原子炉停止後の冷却を主な役割としており、今回の慣性運転試験に関して十分な教育や引き継ぎがなされていなかった。
- 特殊な運転を行ったために事態を予測できなかった[57]。
- 低出力では不安定な炉を低出力運転し続けた[57][58]。
- 計画とは異なる状況になったが実験を強行した[58][14]。
- 実験のために安全装置を無効化した[14][59][55][60]。

など多くの複合的な要素を原因として指摘できる。

### 1986年報告書
1986年8月にソ連政府が国際原子力機関（IAEA）に提出した報告書によれば、事故の原因は運転員による「極めて信じ難いような規則違反の数々の組み合わせ」であった。なお、「反応度操作余裕（ORM）」とは、スクラム信号が発生したときに作動する制御棒全体の状態を、最も効きが良い位置にある制御棒の本数に換算した値である。運転規則では、ORMが15本を下回った場合、直ちに原子炉を停止すると定めている。
- 4月25日1時：4号炉は予定されていた点検修理のため、定格出力から出力降下を開始した[14]。運転停止の機会を使って、タービン発電機の慣性回転を利用して所内用電源を確保する実験を行うことになっていた[11]。計画では、この試験は熱出力が100万 kWないし70万 kWに下がったところで行うことになっていた[9]。
- 13時5分：160万 kWのとき、2台あるタービンのうち1台を送電系統から切り離した[14]。
- 14時：計画に従ってECCSを解除した（1）[14][60][55]。そのまま出力降下を続ける予定であったが、ここでキーウ給電指令所の要請により、160万 kWでの運転を継続した[14][60][55]。
- 23時10分：指令所が出力降下を認めたため、作業を再開した[14][60][55]。
- 4月26日0時28分：高出力領域での制御方式から低出力領域での制御方式に切り替えたが、目標値の設定を忘れたため3万 kWまで低下した[60][14]。運転員は制御棒を引き抜き出力の再上昇を図った[60][14]。
- 1時：20万キロワットまで上昇、予定以下の出力であったが、実験を実施することにした（2）[14][60]。
- 1時3分、7分：運転中の6台の循環ポンプに加えて、2台の予備ポンプが追加され、8台のポンプが運転に入った[60][14]。炉心への流量が増加し、規定流量を越えたポンプもあった（3）[60][14]。循環ポンプの流量増に伴い、気水分離タンク内の水位が低下し、非常レベルまで下がったが、運転員は原子炉の停止を避けるため、水位と圧力に関するスクラム信号を無効化した（4）[14]。
- 1時19分：気水分離タンクの水位低下を防ぐため、運転員は給水流量を増加させた[15]。炉心の流量が増加していたことと、低温の水が供給されたことで、炉心での蒸気発生はさらに低下した[15]。出力維持のため、自動制御棒に加え、手動制御棒も引き抜かれた[15]。
- 1時22分30秒：中央計算機の打ち出しによって、運転員は、ORMの値が、直ちに炉の停止を要する値にまで減少していることを知ったが、実験を強行することにした（5）[15]。
- 1時23分4秒：運転員は第8タービンへの蒸気弁を閉じ、実験が始まった[15]。2台のタービンを切り離したことで、原子炉を停止するスクラム信号が出るはずであったが、実験が不調であった場合に再度実験ができるようにするため、この信号は運転員によって解除されていた（6）[15]。実験の開始後、炉心の流量は、4台の循環ポンプが慣性発電による運転に入ったことで、ゆっくりと低下を始めた[15]。流量の減少や蒸気発生の増加などで、炉の出力が徐々に増加を始めた。
- 1時23分40秒：異常に気付いた運転員が原子炉の制御棒を一斉に挿入する緊急停止スクラムボタン（AZ-5）を押すが、既に炉心では暴走が始まっていた[15][14]。AZ-5を押した数秒後に衝撃があり、制御棒は下端まで入らなかった[14][16]。
- 1時23分42秒：「出力上昇率高」（炉周期20秒以下）と「出力高」（熱出力530 MW以上）警報が発生[63]。
  - 建屋の外にいた目撃者によると、1時24分頃2回の爆発が続いて起き[13]、花火のような吹き上げがあったという。
- 1時23分44秒：後の計算により、原子炉出力は定格の100倍に達したと推定されている[14]。

報告書では、特に上記の（1） - （6）を規則違反の事例として示し、これによって事故が起きたとしている。
しかし、後の1991年報告書では、これらの規則違反は濡れ衣で、むしろ炉の欠陥が原因であると結論された。
ソ連はこの報告書を提出する際は、事故原因を原子炉の欠陥であるということは把握していたが、組織間での責任の押し付け合いと保身によって、原子炉の運転員の規則違反によるものとしてしまった。
1986年報告書が発表された時点でも、事故原因は規則違反ではなく、原子炉の欠陥が原因ではないかという指摘があった。ソ連は400ページにも及ぶ報告書を提出したが、事故原因、経緯、放射線の漏出量、被曝実態など不明瞭な点が多く、実に570項目に及ぶ質問が寄せられた。しかし、結局はIAEAは反原発運動が高まるのを恐れ、原子炉を表ざたにせず、事故原因を原子炉の運転員に転嫁してしまった。

### 1991年報告書
1991年1月、ソ連原子力産業安全監視委員会の特別委員会は、ソ連最高会議の要請で行った再調査に関する報告書を発表した。その中で、事故の原因は制御棒の欠陥と当局の怠慢であると指摘した。
RBMKの制御棒は、その本体の下に減速材である黒鉛棒が付属している。制御棒を完全に引き上げた状態では、黒鉛部はコア中央に、その上下1.25 mには水柱と呼ばれる部位が存在し、中央黒鉛部では中性子の吸収が穏やかなため、核反応が進行する。黒鉛制御棒が最大引き上げ状態からスクラム動作を行うと、黒鉛制御棒が引き下げられ、中性子線を吸収する軽水が導入されるのだが、引き下げ動作の途中、炉心下部はそれまで中性子を吸収していた軽水柱から、ほとんど中性子を吸収しない黒鉛棒と置き変わるため、核分裂が進行するスクラムとは逆意図の反応を示す。この逆反応に加え、冷却水の沸騰によって軽水が失われると、中性子線吸収力の低下による更なる反応促進が生じ、条件によっては、炉心下部で部分臨界を引き起こす「ポジティブスクラム」が発生、炉の出力の急激な上昇を招き得る。
出力降下を始めた4号炉は、4月25日3時47分、定格の半分である160万キロワットまで降下した。ここから指令所がさらなる出力の降下を認める23時10分までその出力を維持したことで、炉心内の中性子線量が低いため、ヨウ素135の崩壊から生じたキセノン135が蓄積した。安定した運転状況であればキセノン135は中性子を吸収、直ちに安定なキセノン136となる。低出力運転時には蓄積したキセノン135が中性子線を吸収するため、炉心の応答性を下げ、制御を困難としてしまう。
4月26日0時28分に発生した出力の低下に対処するため、運転員はキセノンオーバーライドで制御が困難になっていた炉心から制御棒を引き抜いた。ORMが減少し、防護系が役に立たない状況となったが、運転員はORMの値を確認することはできなかった。1時22分30秒、中央計算機は、炉の状況を示す数値を磁気テープに記録したが、ORMの計算は行われていない。
実験の開始後、4台の循環ポンプの流量が若干低下し、炉心での蒸気発生がいくらか増えたが、その効果は、若干の圧力上昇と自動制御棒の挿入で相殺された。実験中、出力は安定しており、運転員の操作や警報の作動を促すような兆候は何もなかった。1時23分40秒、運転員が原子炉スクラムボタンのAZ-5を押したことが、事故の発端となった。このときの出力分布は、後の解析によると、炉心中央では低調、上部と下部では活発で、不安定な状態であった。制御棒の一斉挿入（黒鉛制御棒の引き下げ動作）から数秒後、炉心下部では黒鉛挿入による出力の急激な上昇、オーバーヒートによりコアの一部が崩壊し、制御棒引き下げが不能となり、炉心暴走が始まった。1時23分43秒までには炉の出力は一気に「出力高」警報設定値の530 MWに達し、コア内部では急激な蒸気の発生により、中性子の吸収率の低下、一層の炉心暴走につながった。蒸気圧の上昇は、燃料棒被覆の破損、蒸気配管を破壊し、原子炉容器上部を吹き飛ばした。
1986年の報告書が指摘した運転員の規則違反については、以下のように反論している。
1. ECCSを解除したのは規則違反であったが、実験の計画書に従ったのであって運転員の違反ではない。ECCSが有効でも事故の進展には関係ない。
2. 運転規則では低出力での運転を禁止していない。
3. 全循環ポンプを運転することは、運転規則を含めいかなる文書でも禁止していない。流量が制限値を超えたことは規則違反だが、これはポンプの故障を防ぐためのものである。
4. どちらの信号も有効であった。事故の進展には関係ない。
5. 規則違反であるが、運転員は確認できなかった可能性が高い。ORMの値が緊急防護系の有効性に影響を及ぼすということは、運転員には知らされていなかった。
6. 運転規則と実験の計画書に従ったもので、規則違反ではない。

また、当局がRBMKの安全性に問題があることを認識していながら、対策を怠ったことも明らかになった。1975年11月、レニングラード原子力発電所で圧力管が破損する事故があった。原因は圧力管を製造した時の欠陥とされたが、実際にはORMが15本以下の時に発生したものであり、原子炉の構造的な欠陥が関係していた。ORMの値が減少すると、正のボイド係数が大きくなり、ポジティブスクラムの効果も大きくなるのである。また、1983年11月から12月、イグナリナ1号炉とチェルノブイリ4号炉の試運転では、ポジティブスクラムの発生を観測している。低出力で運転するとキセノンオーバーライドが発生し、出力分布の歪みも大きくなること、この時緊急防護系が働くと、正の反応度が現れることが報告されている。当局の責任者達は、こうした危険性を知りながら、原子炉を改善することも、運転員を教育することもしなかった。
報告書は、運転員がなぜAZ-5を押したかは明らかにできなかった。これに関して副技師長で実験を指揮したディアトロフは、自身の著書で次のように述べている。
01：23：40より前には、中央制御システムは……スクラムを正当化するようなパラメータ変動を記録していなかった。委員会……が大量の資料を集め分析したが、その報告で述べられた通り、なぜそのスクラムが指示されたかの理由は特定できなかった。その理由を探す必要などなかった。その原子炉はただ実験の一部として停止されたのだから。
1992年、IAEAは報告書を発表し、事故については操作員の行動に不適切な点があったことを指摘したが、事故を起こした同型の原子炉は、チェルノブイリ原子力発電所事故以前にも、事故を起こしていたことや、設計時点でも危険な欠陥があったにもかかわらず、それが周知されていなかったと指摘した。

## 結果

### 初期対応と住民の避難まで
4号炉の原子炉建屋に設置された線量計のうち、2つの線量計は1,000レントゲン毎秒まで測定可能であったが、1つは爆発のために接近できず、もう1つは故障のために利用できず、それ以外の線量計は1ミリレントゲン毎秒までしか測定できないものだった。そのため、運転員は原子炉建屋の大部分の放射線が4レントゲン毎時（約1.1ミリレントゲン毎秒）より大きいことを確認できただけであったが、実際の線量は、最も高い場所で2万レントゲン毎時であった。このような不完全な情報に基づき、制御室当直班長のアキーモフは原子炉が無事であると判断した。この際、周辺には核燃料と黒鉛が散乱していたが、原子炉破損の判断には至らなかった。また、民間防衛隊が持ち込んだ線量計による測定値は、線量計の故障と判断された。所長のブリュハーノフは、共産党中央委員会原子力発電部長のマリインに、事故が起こったが原子炉は無事であると電話で報告した。原子炉そのものが破壊されたという事実が公認されるのは、モスクワから専門家が到着してからである。
26日午後、モスクワから専門家が到着し、副首相のボリス・シチェルビナを議長として政府委員会の活動が始まった。会議の結果、住民の避難については、27日にプリピャチの住民を避難させることになった。27日14時、プリピャチの住民の避難が始まった。当局が心配していたパニックは起きず、数時間で完了した。市内の放射線量は、避難が完了した時点で360から1,000ミリレントゲン毎時だった。原発から30キロ圏内にあるプリピャチ以外の地域からの避難は、5月1日に決定した。報告書によれば、避難した住民の総数は文献によりばらつきがあるが、約11万6,000人、13万人、13万5000人、25万人とする情報もある。また、原子炉の消火については、上空からヘリコプターで砂や鉛を投下して封じ込めることになった。作業は27日から始まり、5月2日まで続いた。投下作戦に従事したパイロットは1日平均20回以上飛行していた。4月27日から30日までは、放射線量が減っていたことから、効果が出ていたように見えたが、5月2日には放射線量が急増したことや、後の調査では、投下した資材の多くは炉心に届かず、その多くは周囲に散乱し、炉心の封じ込めには失敗していたことが判明している。

### 石棺の建設
破壊された4号炉は、構造物で囲って封じ込めることになった。この構造物は「石棺」と呼ばれ、工事は6月に始まった。現場から少し離れた場所でコンクリートを流し込む枠を作り、それをトレーラーで原子炉建屋まで運び、コンクリートを流し込んで建設した。最初の壁が出来ると、それが放射線の遮蔽物となり、作業はかなり進めやすくなった。8月、地上の除染はかなり進み、石棺の建設も屋根を乗せる段階に入っていたが、3号炉の屋上と排気塔の周辺には、原子炉から飛び出した強い放射線を出す破片が事故当時のまま散乱していた。屋根を乗せる前に、こうした破片を石棺の中に戻す必要があった。まずロボットを使って、破片の除去を試みた。しかし、現場にはパイプや段差があって操作が難しく、強い放射線により電子回路が破壊され、ロボットは動かなくなった。結局、政府委員会は人間を使って除去することにした。まず現場の放射線量を測定し、さらに上空からの写真を分析した結果、屋上に散乱している破片の量は140から150トンと判明した。作業は9月19日に始まった。作業の様子をテレビカメラでモニターし、ストップウオッチで時間を測り、時間になるとサイレンで知らせた。1人当たりの作業時間を決めていたが、その時間はまちまちであった。その間に黒鉛で50キロか核燃料で15キロを石棺に投げ込むことが目標とされた。10月1日に破片の除去が完了すると、屋根を乗せる作業も再開し、11月に石棺は完成した。石棺完成に使用したコンクリートは50万立方メートル、6000 tの鋼材が使用された。
石棺の建設など、事故の処理作業に従事した人々を「リクビダートル」と言う。その数は60万人または80万人とされる。

### 直後の結果
4月25 - 26日の夜、発電所内の2つの原子炉建屋には運転員や技術者など176名が勤務しており、建設現場では労働者268名いたが、事故直後の爆発により原子炉建屋で勤務していた主循環ポンプオペレーターのヴァレリー・コデムチュクと、自動システム調整員のウラジミール・シャセノクの2名が死亡した。コデムチュクは建屋の崩壊に巻き込まれて行方知れずとなり、現在に至るまで遺体は回収できておらず、現地に建立された記念碑のモデルともなっている。シャセノクは外傷と火傷のため意識を回復することなく死亡した。4月26日午前1時35分には、28名の消防隊が到着し消火活動を行う。午前2時30分頃、原子炉区域の火災延焼を阻止した。26日午前3時頃から、運転員や消防士達の間に急性放射線障害により激しく嘔吐して動けなくなる者が続出した。同日午前4時20分、放射線量が危険なレベルに達していることが分かったため、消防隊は原発から5 km離れた地点へ退避した。4月26日、午前6時までに108人が搬送され、同日内にさらに24人が搬送された。この日、出動した消防隊員の数は166名で、出動した消防車の車両数は、81両に及んだ。4号炉の屋根の上で消火活動を行った7名の消防隊員は、1名を除いて重度の放射線障害によって死亡した。
急性放射線症によって搬送された者は、4月28日朝となると症状が落ち着き、カード遊びをするなど、一見快方に向かったかに見えたが、急性放射線症では、高放射線を浴びて18時間程度すると症状が落ち着くが、これはあくまでも短期間の安定期に過ぎず、数日から数週間程度が経過すると、症状が再発する。そして、5月の第5週までに、次々と入院した者は倒れていき、死者は20人を数えた。作業員の中で最初に急性放射線障害を発症し、5月21日に死亡したタービン技師のヴォロディームィル・サヴェンコフは遺体の放射性物質による汚染があまりにもひどかったため、鉛製の棺で埋葬をしなければならないほどであった。即入院した203人のうち死亡したのは31人で、28人が急性放射線障害であった。入院した203人の内、143人が重度の放射線障害と診断され、その143人を更に被曝の程度を4区分に分けた。重度4と診断された者は22人で、内21人が死亡、重度3と診断された者は23人で、内7人が事故発生後7週間以内に死亡、重度2と診断された者は53人で1人が死亡、重度1と診断された者は、45人でこちらは死亡者が0であった。
入院患者には骨髄移植も試みられたが、骨髄移植が実行された13人は1人を除いて即死。急性放射線症には、骨髄移植は有効でないという結論に至った。
放射線による入院者の数は1986年5月12日まで増え続け、5月13日を境として減少に転じた。これは、状況が良化したわけではなく、ソ連政府が放射線の被ばく線量の基準を10倍又は特別な場合には50倍でもよいとして引き上げたためである。
ソ連当局がプリピャチなどチェルノブイリ原発から10キロ圏内の地域に住む人々の避難を開始したのは事故発生の36時間後であり、その間それらの地域の住民には事故についての正確な情報が与えられなかった。結果としてプリピャチの約4万7,000人の住民は、4月27日13時に避難の実施がアナウンスされるまで、飛散した放射性物質による汚染の事実を知らされぬまま通常の生活を送ることとなった。原発から30キロ圏内の地域で避難が開始されたのはそれから1週間後のことであった。最終的に、プリピャチ周辺からの5万人を含む合計13万5,000人が原発事故によって避難させられることになった。被ばく線量を引き上げずにいた場合は、移住対象者は150万人以上となっていたとされ、当時のソ連にはその人数を避難させるだけの経済力は無かった。
ソ連の科学者により、チェルノブイリ4号炉に装填された二酸化ウラン燃料および核分裂生成物（燃料棒の総量）は約190トンと推測されているが、このうち大気放出総量の評価は13 - 70 %の範囲でばらつきがある。
チェルノブイリ事故による汚染は周辺の地方全体に均一ではなく、風向きや天候により不規則に広がった。ソ連および西側各国の科学者からの報告書は、ベラルーシが旧ソ連全体に降りかかった汚染の約60パーセントを受けたと述べている。しかし、北西ウクライナの一部でもあった、ブリャンスクの南にあるロシア連邦の広い地域も汚染された。
この事故は当初、国内外問わず秘匿されていた。原発事故の発生に最初に気づいたのは、チェルノブイリ原発からおよそ1,100キロにある、スウェーデンのフォルスマルク原子力発電所であり、4月28日の午前8時30分に出勤した職員の靴から、アラームが鳴るほど高線量の放射性物質が検出されたのがきっかけだった。当初、フォルスマルク原発の技術者は自発電所内からの漏洩を疑い、あるいは核戦争が起こったのではないかとも考えたという。フォルスマルク原発はすぐに事態をスウェーデン当局に通報し、その後当局へはほかの発電所からも高度の放射性物質による汚染の報告が寄せられた。検討の末、スウェーデン当局はこれらの放射性物質が遠方から飛来したものであり、風向きから見て南東方向（チェルノブイリの方向）がその発生源であると判断した。28日にスウェーデン政府外交官から、ソ連内で原子力災害が発生した可能性について追及されたソ連政府は、最終的にチェルノブイリ原発での事故発生を認めるに至った。

### 関係者の賞罰

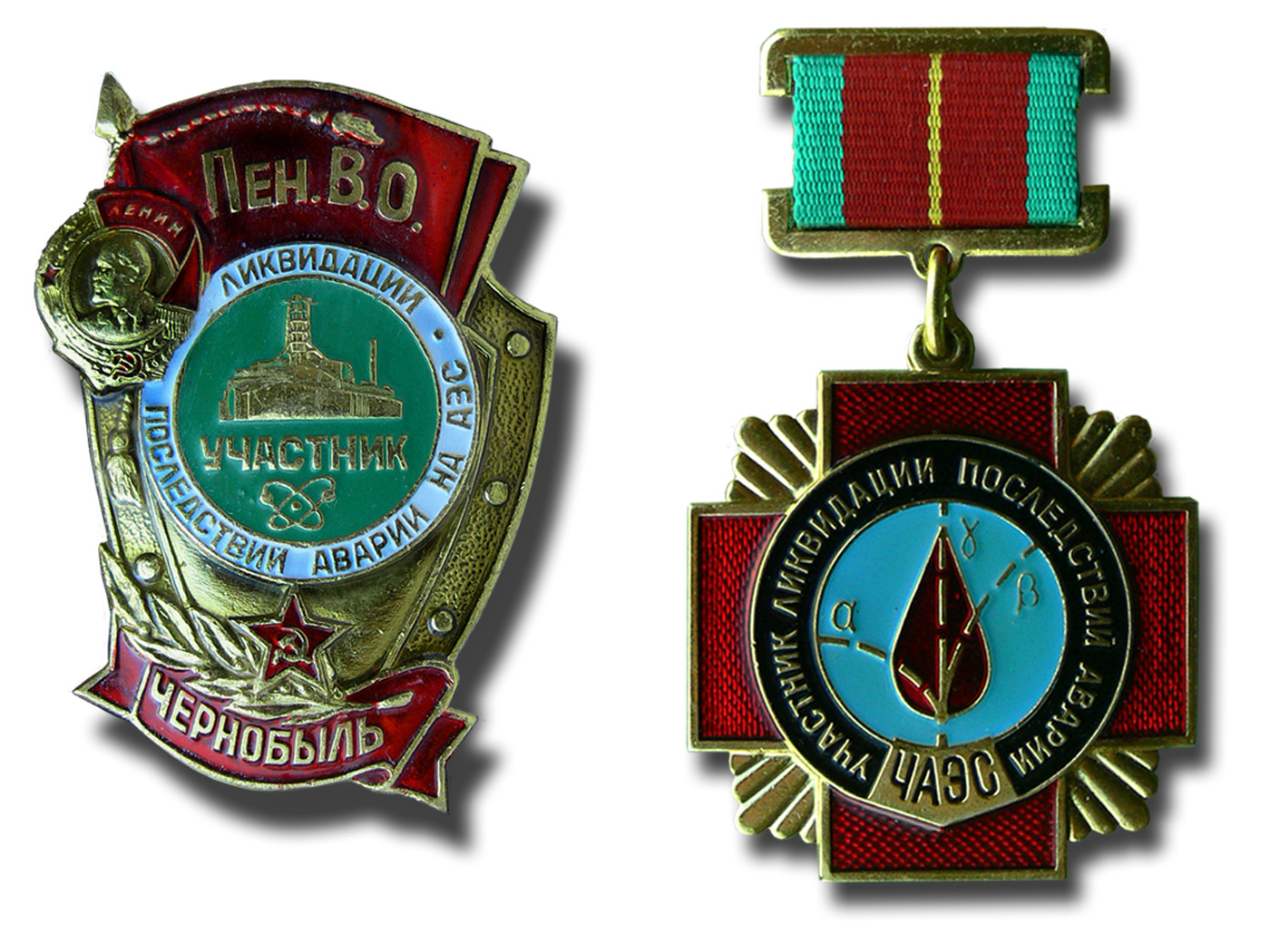
清掃作業に従事した者に授与された勲章

操作員のシフト班長で、ディアトロフに炉の異常な挙動と実験の中止を進言し、制御棒の操作とスクラムの操作を行ったアキーモフは事故の15日後の5月10日に死亡した。彼は最期まで「私は指示の通りすべての操作を正しく行った。何も間違ってはいなかったはずなのに」と言い続けていた。アキーモフとともに操作にあたっていたトプトゥノフも5月14日に死亡した。彼ら2人をはじめ、事故直後から数か月以内に殉職した運転員や建屋作業員には勇敢勲章 (ロシア)や十月革命勲章が授与された。
事故直後に消火作業に従事したレオニード・ティラトニコフやウラジミール・プラビクを筆頭とする生還・死亡した消防士たち、あるいはリクビダートルの中でも特に危険なヘリコプターによる建屋への砂の投下作業に従事したパイロットのニコライ・アントシュキンやミコラ・メルニクなどのソ連軍人たちにはソ連邦英雄やレーニン勲章、赤旗勲章といった栄誉称号が授与された。
一方、現場責任者であったブリュハーノフ所長、フォーミン技師長、ディアトロフ副技師長は、事故後に全ての役職を剥奪されて失脚、そして、1987年7月には、安全規則違反で刑事裁判にかけられ禁錮10年を宣告、労働収容所に収監された。ブリュハーノフはこれに加えて権力濫用の廉（罪）でさらに5年の刑期を追加されている。フォーミンは逮捕の2年後に反応性精神病と診断され、精神病院に入院した。そして、フォーミンは健康悪化を理由として、1990年には釈放された。ディアトロフも健康悪化を理由として、1990年には釈放され、晩年まで放射線障害に苦しみながら1995年に骨髄腫により死去した。ブリュハーノフは、刑期10年から5年に短縮され、1991年9月11日に釈放された。なお、裁判については、外国人記者の取材は初日と最終日のみしか許可されず、裁判のやり取りの詳細については不明な点が多い。
RBMK-1000型の設計者や党中央委員会の原子力政策関係者らの責任が追究されることはなく、ソ連政府は事故はあくまでも彼ら3人の怠慢が招いた個人単位の犯罪であると断じた。3人は専門知識における過失は認めていたが、刑事責任については否認している。特にディアトロフは、著書を通じて事故の原因は現場作業員の知識の稚拙さよりも、プラントの設計上の欠陥、ソ連の閉鎖的な体制の方が要因として大であることを終生主張し続けた。フォーミンの釈放後の消息は不明であるが、ブリュハーノフはソ連崩壊後にウクライナの国営企業であるウクライナ・エネルギー会社に技術者として再雇用され、2006年と2010年にロシア系メディアの事故当時の状況に関するインタビューに応じている。
この3名以外では、4号炉管理責任者で事故翌日より終息作業に当たったアレクサンドル・P・コワレンコが安全規則違反で懲役3年、同様に事故翌日より終息作業に当たったシフト班長のボリス・ロゴーシキンが安全規則違反と職務怠慢で懲役7年、シニアエンジニアのユーリ・ラウシキンが職務怠慢で懲役2年を宣告されているが、3名はいずれも事故の責任について無罪を主張した。
2018年4月、ウクライナのペトロ・ポロシェンコ大統領は新安全閉じ込め構造物前の式典にて、事故当時下部水槽からの排水を成功させたものの、その後のソ連の報道では混乱の中で忘れられた存在となっていたアナネンコ、ベスパロフ、バラノフの3名に「勇気の勲章」の栄誉称号を直接授与した。3名は致死的な被曝を受けたにもかかわらず、事故後も生存してロシアやウクライナの原子力産業に技術者として従事し続けていたのである。3名のうち、バラノフのみは2005年に心臓発作で死去しており、死後追贈となった。後年、ベラルーシの核物理学者であるワシリー・ネステレンコは、「彼ら3名の功績がなければ推定でTNT換算3 - 5メガトンにも達する巨大な水蒸気爆発が二次災害として発生し、欧州全域が数十万年にわたって居住不可能となる事態が避けられなかっただろう」と述べた。米国の著述家、パーカー・モロイは、「アナネンコ、ベスパロフ、バラノフの3名は、チェルノブイリの悲劇を防げなかった。しかし、『もっとも恐ろしい事態』の発生を命懸けで阻止し、結果として数十万の欧州市民の命を救ったのだ」と記述した。

## 影響
爆発時、14エクサベクレルに及ぶ放射性物質が放出された。
事故の直後においては健康への影響は主に半減期8日の放射性ヨウ素によるものであった。時間が経過するにつれ、半減期が約30年のセシウム137の影響が主になっている。最も高いレベルのセシウム137は土壌の表層にあり、それが植物、昆虫、キノコなどに吸収され、現地の食糧生産に入り込む。
事故後に復旧と清掃作業に従事した労働者（リクビダートル）は、高い放射線線量の被曝を受けた。リクビダートルの人数について、世界保健機関（WHO）は約80万人としている一方、ロシア側は60万人と推定している。人数がまちまちなのは、ウクライナは、1988年1月1日以降に事故の処理作業に従事した者を計測しないようにしたことが一因として挙げられる。
国際連合人道問題調整事務所の立ち上げた "The United Nations and Chernobyl" によると、ウクライナでは350万人以上が事故の影響を受けており、そのうちの150万人が子供であった。
ベラルーシでは放射性降下物の70パーセントが国土の4分の1に降り、50万人の子供を含む220万人が放射性降下物の影響を受けた。
原子放射線の影響に関する国連科学委員会 (UNSCEAR) は、1993年の報告ではチェルノブイリ事故による世界の集団実効線量を60万人・Svと推定していた。2008年の報告では、1986 - 2005年の間の累計値を以下のように推定している。
- 避難者およびベラルーシ、ロシア、ウクライナ、その他ヨーロッパの住民の合計は、32万人・Sv
- 復旧作業者は、6万1,000人・Sv

### 死者数
早期の死者数は約30人とされている。事故の放射線被曝による影響の推計には不確実性があるため、癌死亡者数の見積もりは調査機関によっても変動し、長期的な観点から見た死者数には議論の余地がある。
1990年、IAEA支援の下、国際チェルノブイリプロジェクトが行われた。このプロジェクトは、チェルノブイリ原発事故に対して、ソ連が行った汚染対策や調査などが妥当であるかどうかの意見を求めるものであった。結果は、チェルノブイリ原発事故によって、白血病と癌の発生率については著しい増加は認められず、将来甲状腺癌が増加する可能性はあるかもしれないが、それが原発事故によるものであるかどうかは不明であるというソ連の意向に沿った結論を下した。
2005年9月にウィーンのIAEA本部で開催されたチェルノブイリ・フォーラムの国際会議では、癌による予測死亡数は4,000人と発表された。ここでは除染作業者、避難住民、最も汚染した地域住民までの約60万人を評価対象としている。報告書はベラルーシやウクライナの専門家、ベラルーシ政府などからの抗議を受け、表現を変えた修正版を出すことになった。
事故から20年後の2006年を迎え、世界保健機関 (WHO) は、その他の汚染地域住民も評価対象に加え、ウクライナ、ロシア、ベラルーシの3カ国で死者数は9,000人になるとの推計を発表した。また、WHOの国際がん研究機関 (IARC) は、ヨーロッパ諸国全体（40か国）の住民も含めて、1万6,000人との推計を示した。
しかし、2006年4月26日にウクライナ政府が主催し、IAEAやWHOも参加した国際会議では死亡予測数を従来の4,000人から変更しないと結論付けた。WHOのマイケル・リパチョリ (M. Repacholi)によれば、4,000人という予測数を採用したのは低汚染地域まで含めて推定するのは科学的ではないためである。
WHOは、1959年にIAEAと世界保健総会決議 (World Health Assembly：WHA) においてWHA 12-40という協定に署名しており、IAEAの合意なしには核の健康被害についての研究結果等を発表できないとする批判もあり、核戦争防止国際医師会議のドイツ支部がまとめた報告書には、WHOの独立性と信頼性に対する疑問が呈示されている。
欧州緑の党による要請を受けて報告されたTORCH reportでは、過剰癌死亡数を約3万から6万人と推定している。
環境団体グリーンピースは全世界での過剰癌死亡数を9万3,000人と推計している。
ロシア医科学アカデミーでは、21万2,000人という値を推計している。
2007年にロシアのアレクセイ・ヤブロコフらは調査報告 チェルノブイリ被害の全貌を出版し、1986年から2004年までの死亡数を98万5,000人と推計したが、この報告は複数の研究者によって問題が指摘されている。
ウクライナの非政府組織チェルノブイリ連合は、事故による死亡者数を約73万4,000人と見積もっている。
京都大学原子炉実験所の今中哲二は、チェルノブイリ事故の被曝の影響による全世界の癌死者数の見積りとして2 - 6万人が妥当なところとの見解を示し、被曝によらない間接的な死者も無視できないと指摘している。
ウクライナ国立科学アカデミーのイワン・ゴドレフスキ (Ivan Godlevsky) らの調査によると、チェルノブイリ事故前のウクライナにおけるルジニー (Lugyny) 地区の平均寿命は75歳であったが、事故後、65歳にまで低下しており、特に高齢者の死亡率が放射線およびストレスのかかる状況が長期化したことが原因で高まったとみられている。

### 各国の汚染対策や混乱
1986年8月、ノルウェーとスウェーデンでは、トナカイの肉から大量の放射能が発見されたため、同月12日までに合計3万8000頭のトナカイの殺害命令が出されたポーランドでは、ヨウ素131への対策として、17歳以下の者にヨウ素剤を配布された。プリピャチ市民は事故後12日目になって、ヨウ素剤が配布された。ポーランド、ハンガリー、ユーゴスラビア、ギリシア、スイス、イタリアなどでは、子供が牛乳を飲むことを禁止された。デンマークの首都コペンハーゲンでは、ヨウ素剤を求める市民が薬局に殺到した。キエフでは、1986年5月28日、放射線障害にはウォッカが効くというデマが飛び交い、ウォッカが飛ぶように売れた。しかし、これについてはソ連政府は何の医学的根拠もないと否定した。
日本では、トルコから輸入したヘーゼルナッツから基準値を超える放射能を検出したため輸入したヘーゼルナッツをトルコへと戻した。
日本では、この事故をきっかけに原子力発電そのものに対する一般市民の不安が急増した。このため、日本国政府は、「日本の原子炉はアメリカ型で、事故を起こしたソビエト型とは構造が異なり、同様の事故は起きない」という説明を行った。

### 避難
ソ連政府は事故から36時間後にチェルノブイリ周辺の区域から住民の避難を開始した。約1週間後の1986年5月までに、当該プラントから30キロ以内に居住する全ての人間（約11万6,000人または約13万5,000人前後）が移転させられ、ゴーストタウンと化した。そのほか、当該プラントから半径350キロ以内でも、放射性物質により高濃度に汚染されたホットスポットと呼ばれる地域においては、農業の無期限での停止措置および住民の移転を推進する措置が取られ、結果としてさらに数十万人がホットスポット外に移転した。チェルノブイリから北東に約50キロの汚染が少ない地区にスラブチッチという町を建設した。
ソ連の科学者の報告によると、2万8,000平方キロメートルが185 kBq/m2を超えるセシウム137に汚染した。当時、約146万人がこの区域に住んでいた。約1万300平方キロメートルが555 kBq/m2を越えるセシウム137に汚染した。このうち、ベラルーシに6,400平方キロメートル、ロシア連邦に2,400平方キロメートル、ウクライナに1,500平方キロメートルが属する。当時、約15万人がこの区域に住んでいた。
1991 - 1995年の集計データでも約656万7,000人の人々が汚染区域に住み続けている。

### 健康被害

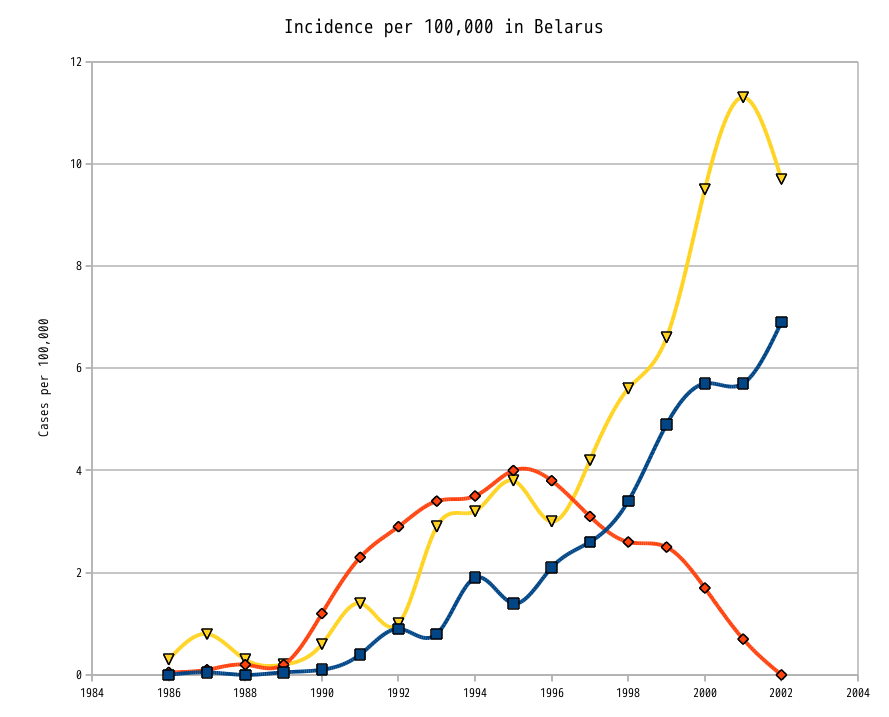
事故後の隣国ベラルーシ国内における人口10万人あたりの甲状腺癌患者数の変化
黄色：成人（19 - 34歳）
青色：青年（15 - 18歳）
赤色：小児（0 - 14歳）

#### 甲状腺癌
いくつかの研究により、ベラルーシ、ウクライナ、およびロシアの子どもでの甲状腺癌の発生が増えていることが分かった。
ベラルーシでは、統計がある1977 - 1985年までの子供の甲状腺がんの人数は累計で7人であったが、事故後の1986 - 1994年では、333人になっている。そして、ウクライナの同内容の統計は、1986 - 1995年までで700人以上にも上っている。
"The United Nations and Chernobyl" によると、癌の症例数は19.5倍に増加し、甲状腺癌で54倍、甲状腺腫は44倍、甲状腺機能低下症は5.7倍、結節は55倍となった。
ベラルーシ政府は15歳未満の子どもの甲状腺癌の発生率が2001年には1990年の2,000例から8,000-10,000例に急激に上昇したと推定している。
2011年、アメリカ国立衛生研究所の一機関であるアメリカ国立癌研究所による国際的な研究チームは、子どもの被曝は、大人が被曝した場合に比べて甲状腺癌に罹るリスクが高く、さらに依然として甲状腺癌の発症リスクが減少傾向に転じていないことを報告した。

#### その他の癌
ロシアでは270万人が事故の影響を受け、1985年から2000年に汚染地域のカルーガで行われた検診では癌の症例が著しく増加しており、それぞれ、乳癌が121パーセント、肺癌が58パーセント、食道癌が112パーセント、子宮癌が88パーセント、リンパ腺と造血組織で59パーセントの増加を示した。ベラルーシとウクライナの汚染地域でも、乳癌の増加は報告されている。

#### 白血病
アメリカ国立癌研究所の調査結果によると、慢性被曝による癌リスクは日本の原爆被爆者が受けた急性被曝によるリスクに匹敵し、放射性物質による汚染は、白血病全体のリスク増加に加え、チェルノブイリ事故前には放射性物質による被曝との関連性が知られていなかった慢性リンパ性白血病に影響を及ぼしていることが分かった。
過去の被曝者の健康調査の結果、白血病は被曝から発病まで平均12年、固形癌については平均20 - 25年以上かかることが分かっている。このことから、白血病および固形癌が通常に比べてどれだけ増加するのかは継続的な調査によって判明すると予想される。

### 自然界への影響

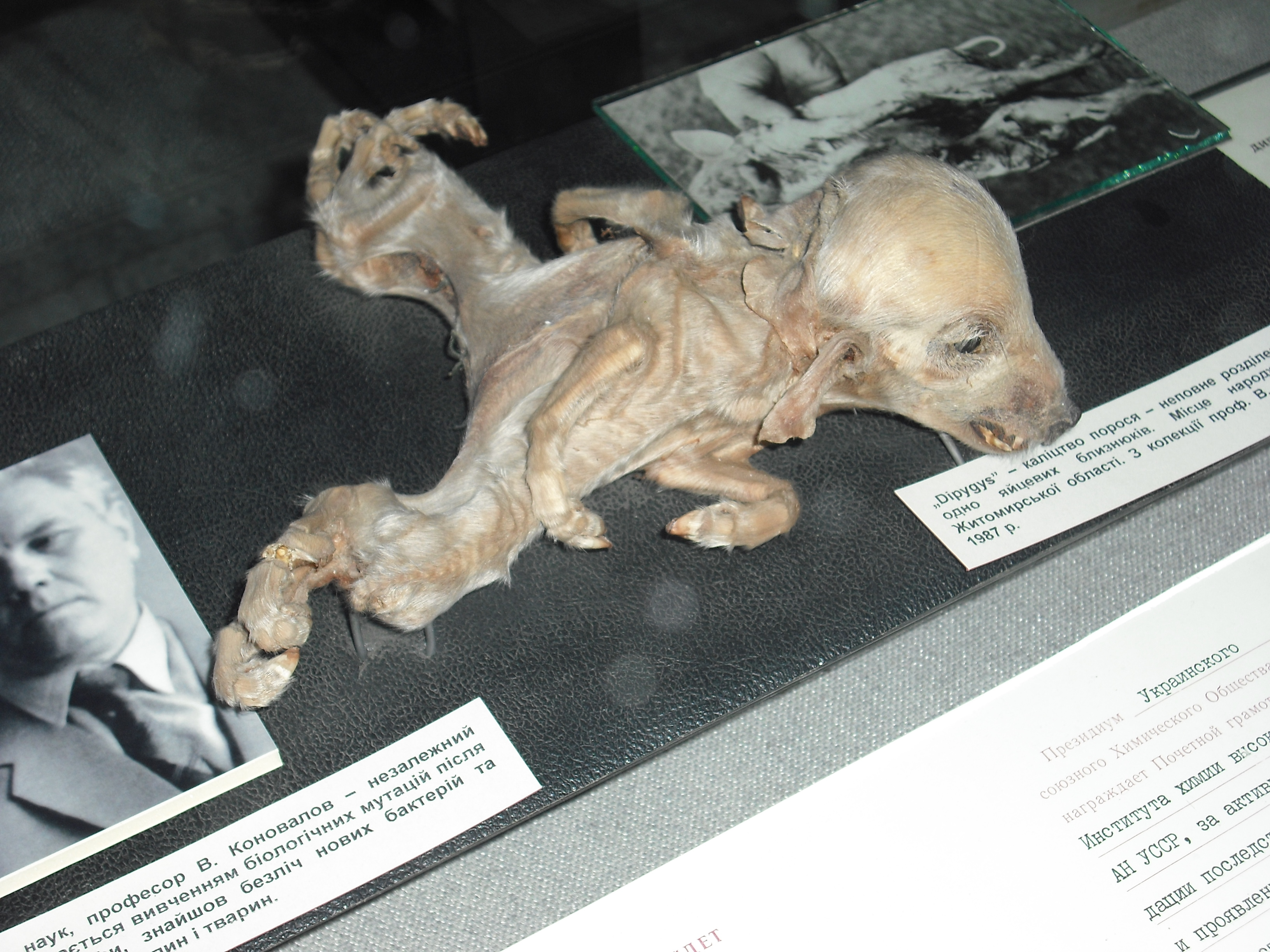
ウクライナ国立チェルノブイリ博物館に展示されている犬の二殿体奇形標本

第1回チェルノブイリ事故の生物学的、放射線医学的観点にかかる国際会議（1990年9月）でのソビエトの科学者による報告によると、当該プラントから10キロ区域での放射性降下物のレベルは4.81 GBq/m2であった。大量の放射性降下物により枯死したいわゆるマツの「赤い森」が10キロ区域内のサイトのすぐ背後の地帯に広がっている。この森は事故後、きわめて大量の放射性降下物により枯死して赤茶色に見える木々のためにそう名付けられた。事故後のクリーンアップ作業の中で、4平方キロメートルの森の大部分が埋め立てられた。赤い森のある場所は、世界で最も汚染された地域の1つである。
この地域の動植物に放射性降下物が長期的な悪影響をもたらしたかどうかはいまだ分かっていない。動植物は人間に比べ、放射線耐性が大きく異なり、また幅広く差があるためである。この地域の一部の植物が突然変異しているという報告もあり、そのため、奇怪な姿に変異した多くの植物があるという「ふしぎの森」や「奇怪な森」についての根拠のない噂がいくつか生まれている。また、原発に近いナローディチという村では、1987年から1988年、盲目の豚が生まれたり、頭が二つある子牛や、内臓や手足が欠損した子牛、足が8本あるポニーが生まれたことがあった。ただし、これら奇形家畜については、過去に実例があったが、統計がなかったのではないかなど、原発事故による影響であるかが実証できず、真相は闇に葬られた。
しかしながら、その場所から人間がいなくなったことが自然の復活をもたらしつつあるようで、たとえば事故後およそ20年後現地に入ったウクライナ系米国人ジャーナリストによれば、イノシシを主として、いくつかの希少な動植物が数を増やしているという。テレビ番組「Life After People（人類滅亡後の世界）」では、人類滅亡後の地球の姿を想像するサンプルとして、チェルノブイリが取り上げられている。

## 事故後のチェルノブイリ

### 運転
チェルノブイリ原子力発電所の事故そのものは4号炉の惨劇で終わったわけではなかった。ウクライナ政府は、国内のエネルギー不足のため残った3つの原子炉を運転させ続けた。このときのウクライナ政府は財政難で新規の発電所の建設が困難であったため、チェルノブイリ原子力発電所をそのまま使わざるを得なかった。
1991年に2号炉で火災が発生し、政府当局は炉が修復不能なレベルまで損傷していると宣言して、電源系統から切り離した。1号炉は、ウクライナ政府とIAEAのような国際機関との間の取り引きの一部として、1996年11月に停止した。
2000年11月、当時のレオニード・クチマ大統領が公式式典で3号炉のスイッチを切り、チェルノブイリ原発は全ての原子炉で運転を停止した。ただし、その後も2008年時点までは、廃炉作業に携わる者や、放射性廃棄物の収納施設の建造などで、数千人程度の労働者がいた。

### 石棺

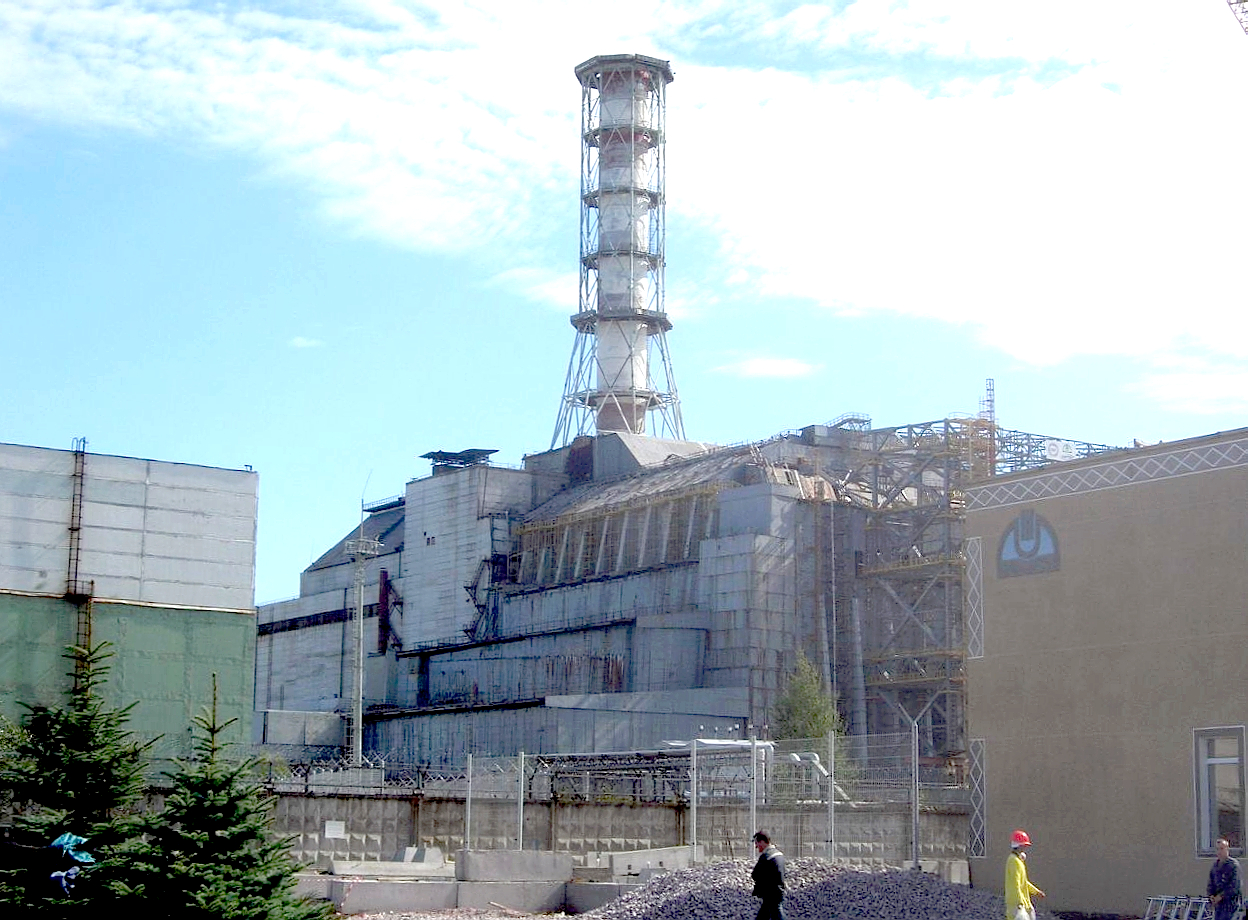
4号炉の石棺（2006年）

4号炉は事故直後、大量の作業員を投入し、「石棺」と呼ばれるコンクリートの建造物に覆われた。建設は6月に開始され、11月に完成した。耐用年数は30年とされており、老朽化への対策が望まれている。
事故後、放射性物質による汚染により人が立ち入ることができなかったことから、原発事故の直撃を受けた職員の遺体が搬出されなかった。事故直後に無防備のまま炉の中に入った数名の作業者の行方がいまだに分からず、現在も石棺の中に数名の職員の遺体が残っているものと考えられるが、彼らの遺体を搬出できるようになるまでには数世紀に及ぶ長い年月を要するとみられている。
石棺の中では放射性物質拡散防止のために特殊な薬剤が散布されているが、大半が外部に流出していると見られている。
なお、「10日間で収束した」という曖昧な俗説が見受けられるが、実際は簡易的に線源放出量を下げる応急処置が功を奏するまでの期間に過ぎない。石棺の完成までは事故発生から7か月を要している。時系列的には、4月27日にホウ酸、石灰、鉛、粘土、砂など5000トンを炉内へ散布し放射線源放出量が1/3、5月1日までには1/6に低下。翌2日、核燃料の崩壊熱と制御棒黒鉛棒の火災熱により温度上昇し線量が再び増加、翌3日にはこの高温化した炉内と水分との接触を回避するためにサプレッションプールから水抜き作業を開始（再度水蒸気爆発の回避）、翌4日には放出線量が事故当日の半分にまで増加、翌5日には液体窒素注入を開始し急激な線量低下を達成した、という流れである。

### 将来の補修の必要性
石棺はこの場合効果的な封印手段ではなく、石棺の建設は応急処置である。大半は産業用ロボットを用いて遠隔操作で建設されたために老朽化が著しく、万が一崩壊した場合には放射性同位体を含んだ粉塵が飛散するリスクがある。より効果的な封印策について多くの計画が発案、議論されたが、長い間実行に移されることは無かった。国内外から寄付された資金は建設契約の非効率的な分散や、杜撰な管理、または盗難に遭うなどして浪費される結果となった。
年間4,000 kL近い雨水が石棺の中に流れ込んでおり、原子炉内部を通って放射性物質が周辺の土壌へ飛散し、石棺の中の湿気により石棺のコンクリートや鉄筋が腐食し続けていた。
その上、事故当時原子炉の中にあった燃料の約95 %が未だ石棺の中に留まっており、その全放射能量は約1,800万キュリーに上る。この放射性物質は、炉心の残骸や塵、および溶岩状の「燃料含有物質（FCM）」からなる。このFCMは破損した原子炉建屋を伝って流れ、セラミック状に凝固している。単純に見積もっても、少なくとも4トンの放射性物質が石棺内に留まっている。

### シェルター構築
シェルター構築計画（SIP）は、現在4号炉を覆っている石棺の上に、新安全閉じ込め設備（NSC）と呼ばれる、石棺を覆うようにして滑らせる可動式のアーチを建設し、それを使用して石棺内にあるとされる放射性物質や汚染された瓦礫などを排除し、4号炉から発せられる放射線をゼロにするという計画である。放射性物質や水の汚染などの問題解決が期待されるが、建設に莫大な費用（推定コストは7億6,800万ドル）や労力がかかるという問題がある。NSCの概念設計は、高い放射線場を避けるためシェルターから離れた場所で建設してから取りつける方式をとる。NSCは史上最大級の可動式構造物になることが想定された。
チェルノブイリシェルター基金は、1997年のデンバーG7サミット（主要国首脳会議）でシェルター構築計画に資金を提供するために設立された。
シェルターはベクテル、バッテル記念研究所、フランス電力公社によって管理される予定である。
NSCは最終的に全幅257 m、全長162 m、全高108 m、総重量3万6,000 tで史上最大の可動式地上構造物となった。NSCは2016年11月14日までに完成し、同日から4号炉上にスライドさせる作業が開始された。建設現場から224本の油圧ジャッキを用いて60 cmずつ動かし、327 mスライドさせるのに5日ほどかかる予定である。
2016年、世界45か国の支援で総額21億ユーロを投じて完成、高さ108ｍ、幅250ｍ、長さ162ｍ、総重量3万6千トンの建造物であった。さらに石棺崩壊対策や高放射能漏れ防止のため、ウクライナへの引渡しは遅れ、2019年7月となった。ようやく、200トンを超える高放射能に汚染された残骸の除去が開始できる状態となった。が、2022年2月にロシア軍のウクライナ侵攻が発生、2025年2月にはウクライナ政府はロシア軍の無人機攻撃を受けたと発表、シェルター壁が2層構造のため放射能はもれなかったものの外壁に約15平方ｍの穴が開いた。

### 訪問
2010年12月21日より、ウクライナ政府は正式にチェルノブイリ原子力発電所付近への立入を許可した。本来は発電所から半径30 km以内はそれまで立入禁止であった。ウクライナ政府が正式にこのような許可を発表したのは、現在は発電所付近の放射線レベルが低くなったとの発表があったためである。無人の土地となった現地一帯は、野生動物の宝庫となっている。
インターファクス通信によると、30キロ圏内への観光客が近年増えており、2018年には約7万人が訪れた。ウクライナのウォロディミル・ゼレンスキー大統領は2019年7月10日、チェルノブイリ原発を観光地化するための大統領令に署名した。

## 大衆の認識の中のチェルノブイリ
チェルノブイリ事故は国際的な注目を集めた。その結果として「チェルノブイリ」は、大衆の認識に多くの異なった姿で刻み込まれることとなった。

### 政治的余波
チェルノブイリ事故は明らかに大規模災害であったため、世界中のメディアの注目を集めた。原子力のリスクに対する大衆の認識は大幅に上がった。
原子力推進側と反対側の団体が、大衆の意見を動かすために多くの努力を払った。死傷者の数、炉の安全性の評価、および他炉でのリスク評価は、著者がどちらの立場に近いかによって大きく異なる。例えば、原子放射線の影響に関する国連科学委員会は、国連人道問題調整事務所（UN OCHA）の刊行物に関して、公に批判した。このように、この問題の真実を明らかにすることはかなり困難である。
実際の事故の原因や経過に関しては、ソ連首脳部に対しても、より現場に近い組織、人間が事実を隠蔽しようとする動きがあった。これは、スターリン体制以来の恐怖政治から、当事者が懲罰を恐れ自らの保身を第一に考えたためである。この体質に対して最高指導者のミハイル・ゴルバチョフは苛立ち、グラスノスチ（情報公開）の徹底を指導した。事故は改革派としてのゴルバチョフのイメージに傷をつけることとなった。
事故の5年後である1991年にソビエト連邦は崩壊して消滅することとなったが、ゴルバチョフは事故から20年後の2006年に、「20年前に起きたチェルノブイリ事故は、自身がペレストロイカを実施したこと以上に、ソ連崩壊の真の要因であったであろう」と記している。

### チェルノブイリと聖書

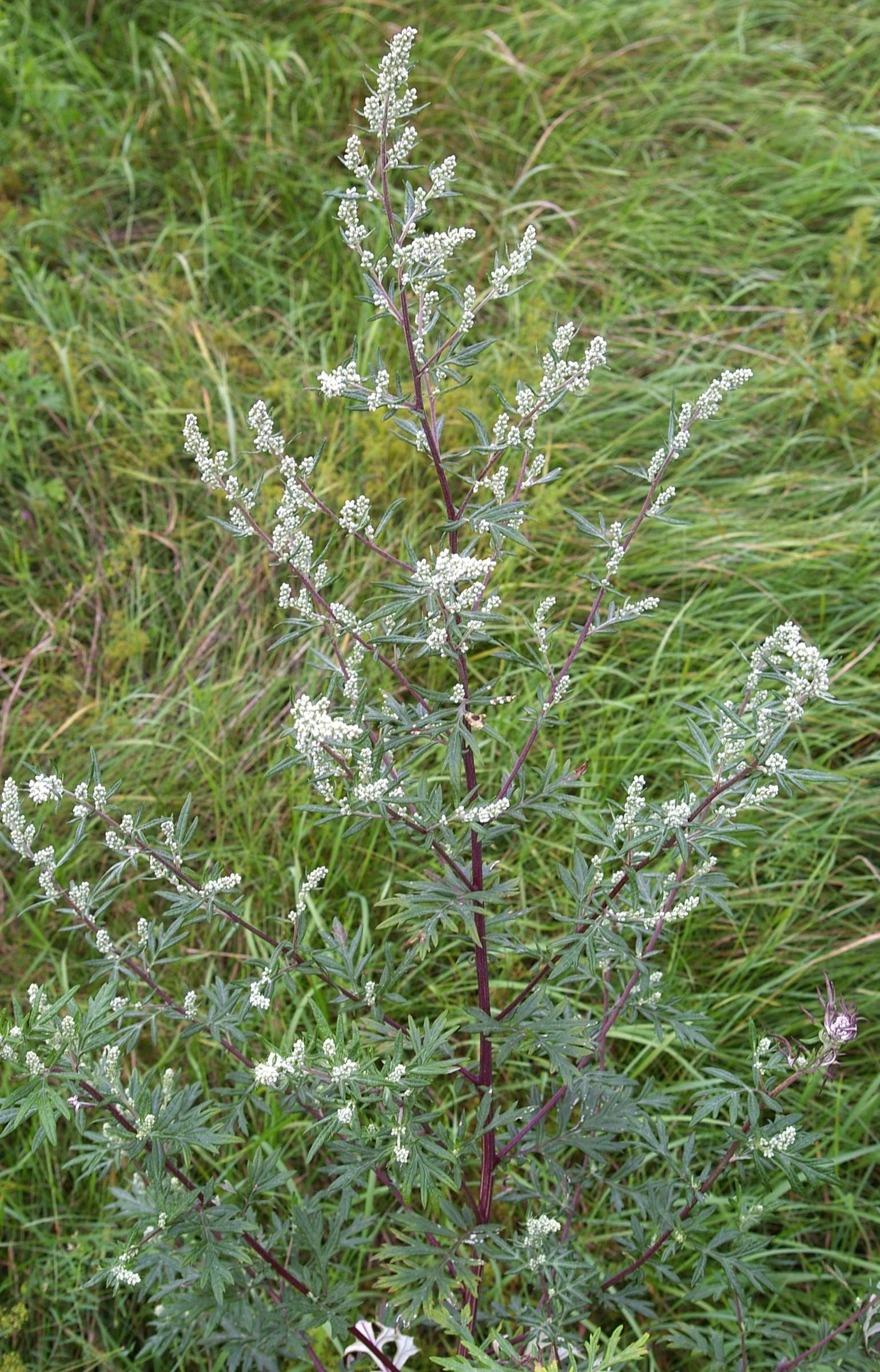
チョルノブイリ（Artemisia vulgaris)

「チェルノブイリ」が「ニガヨモギ」と翻訳されることがある事実から（この翻訳が正しいかどうかは議論の余地があるが）、英語圏のキリスト教徒の間で、チェルノブイリ事故は聖書の中に記されているという都市伝説が生まれた。
この話の発祥（少なくとも西側に広まることとなった最初の起源）は、ウクライナ語で「ニガヨモギ」を「チェルノブイリ」という氏名不詳の「著名なロシア人作家」の主張を引用した、サージ・シュメマンによるニューヨーク・タイムズ紙の記事とされている。
この都市の名前は、ウクライナ語でニガヨモギの近縁種のmugwort（Artemisia vulgaris）を意味する「チョルノブイリ（чорнобиль/chornobilʹ）」から来ている。この語は、「チョールヌイ（chornyi、黒い）」と「ブイリヤ（byllia、草の葉または茎）」を組み合わせたもので、直訳すれば「黒い草」、または「黒い茎」という意味になる。
『黙示録』のニガヨモギは、Artemisia vulgarisでもArtemisia absinthium（現在のニガヨモギ）でもなく、Artemisia judaicaだとする説が有力である。
また、キリスト教神学上の通説においてはこのような聖書解釈は一切されていない。

### チェルノブイリの首飾り
被曝児の喉に残っている赤い傷痕で、甲状腺癌摘出による手術痕を首飾りに見立てている。なお、甲状腺を摘出した場合、代謝を司る甲状腺ホルモンを体内で作ることができなくなるため、生涯甲状腺ホルモンの必要量を毎日経口摂取しなければならない。

### チェルノブイリ・ウイルス
CIHコンピュータウイルスは多くのメディアにより、「チェルノブイリ・ウイルス」という名前をつけられた。変種v1.2が毎年4月26日、すなわち、チェルノブイリ事故の日に発症することに因んでいる。しかし、これはウイルスの作成者・陳盈豪（チェン・インハウ）の誕生日がたまたまその日であったというだけで、ただの偶然の一致である。

## 関連資料

### 書籍

#### 一般
- 赤木昭夫『チェルノブイリの放射能』岩波書店、1986年。ISBN 4-00-003014-0。
- ユーリー・シチェルバク 著、松岡信夫 訳『チェルノブイリからの証言』技術と人間、1988年。全国書誌番号:89009769。
- 松岡信夫『ドキュメントチェルノブイリ』緑風出版、1988年。全国書誌番号:89016724。
- R.P.ゲイル, T.ハウザー 著、吉本晋一郎 訳『チェルノブイリ : アメリカ人医師の体験』岩波書店、1989年。ISBN 4-00-430050-9。
- アンドレイ・イレッシュ 著、鈴木康雄 訳『チェルノブイリ : 融けた原発の悲劇 現地ルポ』読売新聞社、1987年。ISBN 4-643-87072-9。
- リチャード・F.モールド 著、小林定喜 訳『目で見るチェルノブイリの真実』西村書店、1987年。ISBN 4-89013-505-7。
- 青峰社『チェルノブイリで、いま何が起きているか : 海外報道に見る事故後の状況』青峰社、1990年。ISBN 4-7952-7420-7。
- アラ・ヤロシンスカヤ 著、和田あき子 訳『チェルノブイリ極秘 : 隠された事故報告』平凡社、1994年。ISBN 4-582-74011-1。
- 広河隆一『チェルノブイリ報告』岩波書店、1991年。ISBN 4-00-430168-8。
- 朝日新聞「原発問題」取材班 編『チェルノブイリ・汚染大地 : 5年目の報告』朝日新聞社、1990年。ISBN 4-02-256246-3。
- エマニュエル・ルパージュ 著、大西愛子 訳『チェルノブイリの春』明石書店、2014年。ISBN 978-4-7503-3993-1。
- NHKプロジェクトX制作班『情熱が奇跡を呼んだ』日本放送出版協会〈プロジェクトX〉、2003年。ISBN 4-14-080789-X。
- 今中哲二 編『チェルノブイリ事故による放射能災害 : 国際共同研究報告書』技術と人間、1998年。ISBN 4-7645-0125-2。
- アダム・ヒギンボタム 著、松島芳彦 訳『チェルノブイリ : 「平和の原子力」の闇』白水社、2022年。ISBN 978-4-560-09887-5。
- アレクセイ・ヤブロコフほか『調査報告 チェルノブイリ被害の全貌』岩波書店、2013年。
- ベラルーシ共和国非常事態省チェルノブイリ原発事故被害対策局編『チェルノブイリ原発事故 ベラルーシ政府報告書』産学社、2013年5月。
- ユーリ・バンダジェフスキー『放射性セシウムが人体に与える医学的生物学的影響 チェルノブイリ原発事故被曝の病理データ』合同出版、2011年。
- Z・A・メドヴェジェフ著、吉本晋一郎訳『チェルノブイリの遺産』みすず書房、1992年。
- スベトラーナ・アレクシエービッチ著、松本妙子訳『チェルノブイリの祈り』岩波書店、1998年。
- ティート・タルラップ著、山下史訳『ボクの体験したチェルノブイリ』エストニア・チェルノブイリ・ヒバクシャ基金、2004年。
- 高木仁三郎『チェルノブイリ 最後の警告』七つ森書館、1986年。
- 高木仁三郎『われらチェルノブイリの虜囚：ドキュメント・日本原発列島を抉る』三一書房、1987年。doi:10.11501/12048697。
  - 高木仁三郎『新装版 チェルノブイリ原発事故』七つ森書館、2011年。
- 菅谷昭『チェルノブイリ診療記』晶文社、1998年。
- 広河隆一『チェルノブイリから広島へ』岩波ジュニア新書、1995年。
- 広河隆一『チェルノブイリの真実』講談社、1996年。
- 手島悠介・広河隆一『ナターシャ チェルノブイリの歌姫』岩崎書店、2001年。
- 七沢潔『原発事故を問う - チェルノブイリから、もんじゅへ - 』岩波新書、1996年。
- 東浩紀編『チェルノブイリ・ダークツーリズム・ガイド 思想地図β vol.4-1』ゲンロン、2013年7月4日。

#### 写真集
- イーゴリー・フョードロヴィッチ・コスチン、ワレーリ・アレクサンドロヴィッチ・ズファロフ『写真集 チェルノブイリ・ルポルタージュ』アイピーシー、1989年。
- 広河隆一『チェルノブイリと地球』講談社、1996年。
- 広河隆一『チェルノブイリ 消えた458の村』日本図書センター、1999年。
- 広河隆一『原発・核 2 チェルノブイリの悲劇』日本図書センター、1999年。
- 中筋純『廃墟チェルノブイリ』二見書房、2008年。

#### 作文集
- チェルノブイリ支援運動・九州編『わたしたちの涙で雪だるまが溶けた〜子どもたちのチェルノブイリ〜』梓書院、1995年。

#### 小説
- 名木田恵子『レネット 金色の林檎』金の星社、2006年。

#### 漫画
- 三枝義浩『チェルノブイリの少年たち』講談社、1992年6月。
- 原作：広河隆一、作画：三枝義浩『危険な雨〜ひろがるチェルノブイリ事故の被害〜』講談社、1993年4月。 - 『AIDSエイズ〜少年はなぜ死んだか〜』に併録という形で出版。

### 映像（ドキュメンタリー）
放射性物質が多く残留し続けている現地周辺を撮影しているため、空中を飛び交う中性子が撮影用フィルムに衝突して感光し、無数の白い小さな点が一緒に撮影された作品が多い。
- 『チェルノブイリ・クライシス 史上最悪の原発事故』（1987年）※旧ソ連官製作品
- 『チェルノブイリ・シンドローム その後の史上最悪の原発事故』（1987年）※同上
- 『チェルノブイリ原発事故 〜調査報告〜』[198]（1990年、NHK）
- 『チェルノブイリ黙示録』（1990年、ソ連映画）
- 『チェルノブイリの真実』（1996年、講談社）※広河隆一総監修・撮影
- 『ナージャの村』（1997年、日本映画）
- 『チェルノブイリ原発事故 その10年後』（1998年、スイスTSI制作、NHKBS1放映）
- 『アレクセイと泉』（2002年、日本映画）
- 『チェルノブイリハート』（2003年、米国映画）
- プロジェクトX〜挑戦者たち〜『チェルノブイリの傷 奇跡のメス』（2004年、NHK）
- ZERO HOURシリーズ 『チェルノブイリ原発事故』（2004年、ディスカバリーチャンネル）[199]
- NHKスペシャル『汚された大地で 〜チェルノブイリ 20年後の真実〜』[200]
- NHKシリーズ 飽くなき真実の追求 ドキュメンタリードラマ『チェルノブイリの真相 〜ある科学者の告白〜』

BBC/ディスカバリーチャンネル/プロジーベン（イギリス/アメリカ/ドイツ、2006年）原題：Chernobyl Nuclear Disaster
BS1dBS世界のドキュメンタリー「ドキュメンタリードラマ チェルノブイリの真相
- 衝撃の瞬間シリーズ・シーズン2『チェルノブイリ原発事故』（ナショナルジオグラフィックチャンネル）
- 『LIFE IS BEAUTIFUL〜小さないのちの詩〜』（2008年）
- 『被ばくの森から チェルノブイリの生態系』（2010年、フランス映画）
- 『子どもたちの夏 チェルノブイリと福島』（2011年、日本映画）
- 『DearFukushima，チェルノブイリからの手紙』（2012年、ロシア・ウクライナ合作映画）
- ETV特集『原発事故 国家はどう補償したのか 〜チェルノブイリ法 23年の軌跡〜』（2014年8月23日、日本放送協会 教育テレビ）

### 映像（ドラマ・映画）
- 『Chernobyl: The Final Warning』（1991年、テレビ映画、米国、日本未公開）
- 『故郷よ』（2011年、映画、フランス・ウクライナ・ポーランド・ドイツ合作）
- 『カリーナの林檎 〜チェルノブイリの森〜』（2011年、映画、日本）
- 『チェルノブイリ爆発』（2014年、映画、ロシア）
- 『バトル・オブ・チェルノブイリ 危険区域』（2019年、映画、ポーランド）
- 『チェルノブイリ』（2019年、テレビミニシリーズ、全5回、米国HBO・イギリスSky UK合作）
- 『チェルノブイリ1986』（2020年、映画、ロシア）

### 音楽作品
- THE BLUE HEARTS『チェルノブイリ』
- YAPOOS『去る四月の二十六日』
- THE NOVEMBERS『chernobyl』
- LOUDNESS『Is This World Beyond』
- Bruce Cockburn『Radium Rain』
- 佐野元春『警告どおり 計画どおり』
- 林大地『ゾウの足 〜1986.4.26 チェルノブイリ原子力発電所事故による〜』